# Прощай, любовь
«Прощай, любовь» (англ. Bye Bye Love) — американский художественный кинофильм в жанре трагикомедии, снятый в 1995 году режиссёром Сэмом Уайзманом на киностудии «20th Century Fox».

## Сюжет
Развод — болезнь Америки. Это история о распаде семьи. Фильм сосредоточен на образе жизни трёх разведённых мужчин из Лос-Анджелеса — Дэйва, Вика и Донни.
Фильм показывает их взаимоотношения со своими детьми, бывшими женами, подругами, рассказывает о мужской дружбе и о личности каждого из разведённых мужчин.

## В ролях
- Мэттью Модайн — Дэйв
- Рэнди Куэйд — Вик
- Пол Райзер — Донни
- Джанин Гарофало — Люсиль
- Эми Бреннеман — Сьюзан Голдман
- Элайза Душку — Эмма Карлсон
- Роб Райнер — доктор Таунсенд
- Эд Флэндерс — Уолтер Симз
- Дана Уиллер-Николсон — Хайди Шнайдер
- Мария Питилло — Ким
- Линдсей Краус — Грэйс
- Росс Мэлинджер — Бэн и др.